# Магнитогорский драматический театр имени А. С. Пушкина
Магнитого́рский Академи́ческий Драмати́ческий теа́тр имени А.С. Пу́шкина — старейший театр города Магнитогорска.
История театра уходит своими корнями в историю города, когда в 1931 году на базе агитбригады был создан Магнитогорский театр рабочей молодёжи (ТРАМ). При поддержке Государственного академического Малого театра, взявшего шефство над молодым творческим коллективом, уже весной 1933 года была сыграна премьера первого спектакля — «Улица радости», а в сентябре — «Армия мира».
15 февраля 1937 года ТРАМу было присвоено название А.С. Пушкина, а 1 сентября 1937 года он становится городским драматическим театром имени А. С. Пушкина.
Влиятельный журнал Forbes опубликовал список 10 самых интересных провинциальных театров страны, которые журнал рекомендует непременно посетить всем иностранцам, приезжающим в Россию. Среди них — Магнитогорский драматический театр имени А.С. Пушкина..

## События
- 1930 — организована агитбригада из лучших представителей кружков самодеятельности на Магнитострое.
- 1930—1931 — заведующим музыкальной частью агитбригады был композитор Матвей Блантер.
- 1931 — решением горкома ВЛКСМ на базе агибригады организован Магнитогорский театр рабочей молодёжи — ТРАМ, первый профессиональный театр в городе; первые режиссёры — В. Бернс и Е. Велихов из московского Малого театра.
- 1933 — состоялась премьера первых спектаклей — «Улица радости» и «Армия мира».
- 1934 — за успешное выступление на Всесоюзной театральной олимпиаде в Москве нарком тяжёлой промышленности Серго Орджоникидзе наградил театр премией в 50 тысяч рублей и грузовой машиной.
- 1 февраля 1937 — ТРАМу присвоено имя А.С. Пушкина.
- 1 сентября 1937 — становится городским драматическим театром имени А.С. Пушкина
- 1967 — театр переехал в новое здание на перекрёстке улицы Гагарина и проспекта Ленина.
- 1990 — театр стал муниципальным и получил название «Новый экспериментальный драматический театр».
- 1991 — главным режиссёром стал Валерий Ахадов, привёзший в Магнитогорск практически всю труппу душанбинского театра «Полуостров».
- 1997 — театр переименован в «Драматический театр имени А. С. Пушкина».
- 2008 — спектакль «Гроза» удостоен национальной театральной премии «Золотая маска» в номинации «Спектакль малой формы».
- 2009 — театр изменил форму организации и стал муниципально-автономным учреждением культуры «Драматический театр имени А.С. Пушкина». Возглавил театр Владимир Александрович Досаев.
- 2020 — театр открылся для зрителей после долгого ремонта и реставрации.
- 2023 — присвоение театру звания «академический»[3].

## Бывшие члены группы

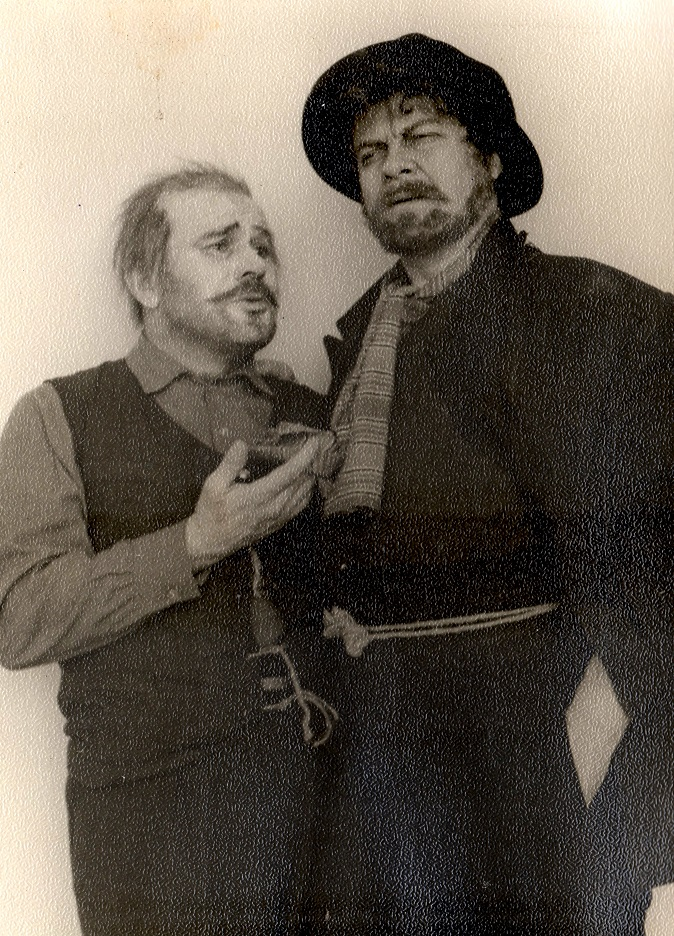
Отмеченный критиками и горьковедами спектакль Магнитогорского драматического театра имени А. С. Пушкина «На дне» по одноимённой пьесе Максима Горького, сезон 1967—1968 годов. Режиссер: Н. Г. Шуров. Л. Г. Самарджиди — Барон (слева), Н. Ф. Галактионов — Сатин.

В разное время в Магнитогорской драме работали:
- Ахадов, Валерий Бакиевич (режиссёр)
- Александрович, Татьяна Степановна (актриса)
- Браженков Евгений Юрьевич (актёр)
- Броневой, Леонид Сергеевич (актёр, народный артист СССР)
- Васильева, Ирина Михайловна (актриса, заслуженный артист РСФСР)
- Галактионов, Николай Феоктистович (актер, режиссёр)
- Геращенко, Валерий Михайлович (актёр)
- Данилин, Иван Ефремович (актёр)
- Изюмов, Фёдор Алексеевич (актёр)
- Калинина, Елена Васильевна (актриса)
- Козловский, Дмитрий Орестович (актёр, режиссёр, заслуженный артист РСФСР)
- Кравченко, Игорь Петрович (актёр)
- Кузьмин, Владимир Александрович (художник театра)
- Кузьмина, Роза Константиновна (актриса)
- Курбанов, Сайдо Бобоевич (актёр, режиссёр)
- Морозов, Виктор Иванович (актёр)
- Мартынова-Морозова, Анна Сергеевна (актриса)
- Муминова, Фарида Шамильевна (актриса)
- Оконечникова, Маргарита Анатольевна (актриса)
- Поляков, Михаил Исаакович (директор)
- Резинин, Анатолий Андреевич (главный режиссёр с сентября 1960 по апрель 1972 гг., заслуженный артист Казахской ССР, заслуженный деятель искусств РСФСР)
- Русинова, Жанна Борисовна (актриса)
- Сабуров, Борис Александрович (актёр)
- Самарджиди, Лев Григорьевич (актёр; 1939—2001, народный артист РСФСР)
- Телеш, Алексей Викторович (актёр)
- Титов, Виталий Леонидович (актёр)
- Хренникова, Галина Владимировна (актриса)
- Шаврова, Светлана Викторовна (актриса)
- Шуров, Николай Григорьевич (актер, режиссёр, заслуженный артист СО АССР, заслуженный артист РСФСР)
- Юферев, Виталий Михайлович (актёр)
- Яминова (Кимирилова) Лариса Александровна (актриса)

## Лучшие премьеры прежних лет
- 1952 — «Под золотым орлом» Я. Галана (реж. Д. Козловский)
- 1963 — «Гамлет»  У. Шекспир (реж. А. Резинин)
- 1967 — «Щит и меч» В. Кожевников (реж. А. Резинин)
- 1967 — «На дне» М. Горького (реж. Н. Шуров)
- 1994 — «Чайка» А. Чехова (реж. В. Ахадов)
- 1999 — «Кто боится Вирджинии Вульф» Э. Олби (реж. В. Шрайман)
- 2002 — «Человек из Ламанчи» Д. Вассермана, Д. Дэрион (реж. Б. Цейтлин, совместно с Магнитогорской государственной консерваторией)
- 2003 — «Сорок первый» Б. Лавренёва (реж. Виктор Рыжаков, Москва)

## Творческий состав

### Руководители
- Директор — Евгений Валерьевич Климов
- Главный художник —Алексей Васильевич Вотяков
- Предыдущий директор театра — Владимир Александрович Досаев

### Труппа
- Александрова Анастасия Юрьевна
- Андреева (Лямкина) Лира Сергеевна
- Баженов Анатолий Олегович
- Баштанова (Калабухова) Татьяна Николаевна
- Богданов Владимир Викторович
- Бусыгина Татьяна Владимировна
- Возыков Максим Сергеевич
- Вотякова Алла Тагировна
- Дашук Анна Юрьевна
- Демидович Никита Станиславович
- Дуванов, Юрий Николаевич
- Едрёнкин Павел Сергеевич
- Звездина (Гущина) Лариса Сергеевна
- Зубова Алёна Игоревна
- Иванова (Гущанская) Ольга Михайловна
- Иголкин Игорь Владимирович
- Калинникова Анастасия Александровна
- Копылов Кирилл Александрович
- Кохан Александра Константиновна
- Крюкова (Яковлева) Марина Павловна
- Лаврова Надежда Павловна
- Майоров Андрей Михайлович
- Махлин Павел Владимирович
- Меледин Сергей Алексеевич
- Панов Игорь Николаевич
- Погорелов Иван Сергеевич
- Савельев Николай Николаевич
- Савельева Елена Станиславовна
- Смирнова (Елагина) Евгения Валерьевна
- Сочков Данила Сергеевич
- Спиридоненко Дарья Сергеевна
- Троицкая Маргарита Владимировна
- Филонова Нина Александровна
- Щеголихин Евгений Владимирович

## Репертуар
- Изобретательная влюблённая — комедия в двух действиях, Лопе де Вега
- Ханума — музыкальная комедия в 2-х действиях, Авксентий Цагарели
- Тартюф — комедия в двух действиях, Жан-Батист Мольер
- 12 стульев — музыкальная фантазия в 2-х действиях, Ильф и Петров
- Тайные мечтания г-на М. Бальзаминова — водевиль в двух действиях, А.Н. Островский
- Женитьба — совершенно невероятное событие в двух действиях, Н.В. Гоголь
- Время женщин — мелодрама в двух действиях, Е.С. Чижова
- Старший сын — комедия в 2-х действиях, А.В. Вампилов
- Муж с того света — французская комедия в 2-х действиях, Клод Манье
- Старая помпадурша — ироничная история одной влиятельной особы, М.Е. Салтыков-Щедрин
- Гроза — драма в двух действиях А.Н. Островский (лауреат театральной премии «Золотая маска» в номинации «Спектакль малой формы», 2008 г.)
- Лавр — неисторическое житие в 14 клеймах, Е.Г. Водолазкин
- Red Hot Mamas — комедия в двух действиях, Дэвид У. Кристнер
- Двое на качелях — мелодрама в двух действиях, Уильям Гибсон
- Ножницы — интерактивная комедия-детектив, Пауль Портнер
- Пиковая дама — мистический квест в 2-х действиях, А.С. Пушкин
- Бег — драма в девяти снах, М.А. Булгаков. Режиссёр-постановщик Марина Глуховская, художник-постановщик Алексей Вотяков, премьера состоялась 12 мая 2010 года[4].
- Человек и джентльмен — бардак в трёх интерьерах, Эдуардо де Филиппо
- Весы — важная ночь в одном действии, Е.В. Гришковец
- Повести Белкина — вслух. С одним антрактом, А.С. Пушкин
- Двенадцатая ночь — комедия в двух действиях, Уильям Шекспир
- Тёмные аллеи — мелодрама в двух действиях, И.А. Бунин
- Зима — драма в одном действии, Е. Гришковец
- Родерик — Hard Rock Comedy, Мартин Макдонах
- Каштанка — цирковое представление об исполнении мечты, А.П. Чехов
- Претендент — психодрама с элементами комедии, О. Машаров
- Белая ночь — лирическая комедия
- Один день мисс Петтигрю — музыкальная комедия в двух действиях, Уинифред Уотсон
- Утиная охота — драма в двух действиях, Александр Вампилов
- Биография — драма в одном действии, М. Фриш
- С неба упали три яблока — моноспектакль, Н. Агбарян
- Дом, в котором нескучно — невредные советы для самых маленьких, Е. Лукманова
- Необыкновенное путешествие за красками — интерактивная сказка, Е. Лукманова
- Старая помпадурша — ироничная история одной влиятельной особы, М.Е. Салтыков-Щедрин
- Чехов. Анекдоты — литературный вечер в одном захватывающем действии, А.П. Чехов

## Награды
- 1967 - премия Челябинского комсомола "Орлёнок" за спектакль по пьесе А. Завалишина "Стройфронт" (Режиссёр А. Резинин).
- 2008: спектакль «Гроза» удостоен национальной театральной премии «Золотая маска» в номинации «Спектакль малой формы»